# Християнський тероризм
Християнський тероризм — форма релігійного тероризму, який охоплює терористичні акти, які вчиняються групами або окремими особами, що сповідують християнські мотиви або цілі. Християни-терористи виправдовують свою насильницьку діяльність своїм тлумаченням Біблії та християнства відповідно до власних цілей та світогляду.
Християнський тероризм може бути здійснений проти членів інших християнських конфесій, прихильників інших релігій, світських урядів, груп, окремих осіб або суспільства в цілому. Християнство також може цинічно використовуватися терористами як риторичний засіб для досягнення політичних чи військових цілей.
Християнські терористичні групи включають воєнізовані організації, культи та окремі групи людей, які можуть об’єднатися, щоб спробувати тероризувати інші групи. Деякі групи також заохочують непов'язаних осіб до вчинення терористичних актів. Воєнізовані групи, як правило, пов’язані з етнічними та політичними цілями, а також релігійними цілями, і багато з цих груп мають релігійні переконання, які суперечать релігійним переконанням традиційного християнства.

## Історія

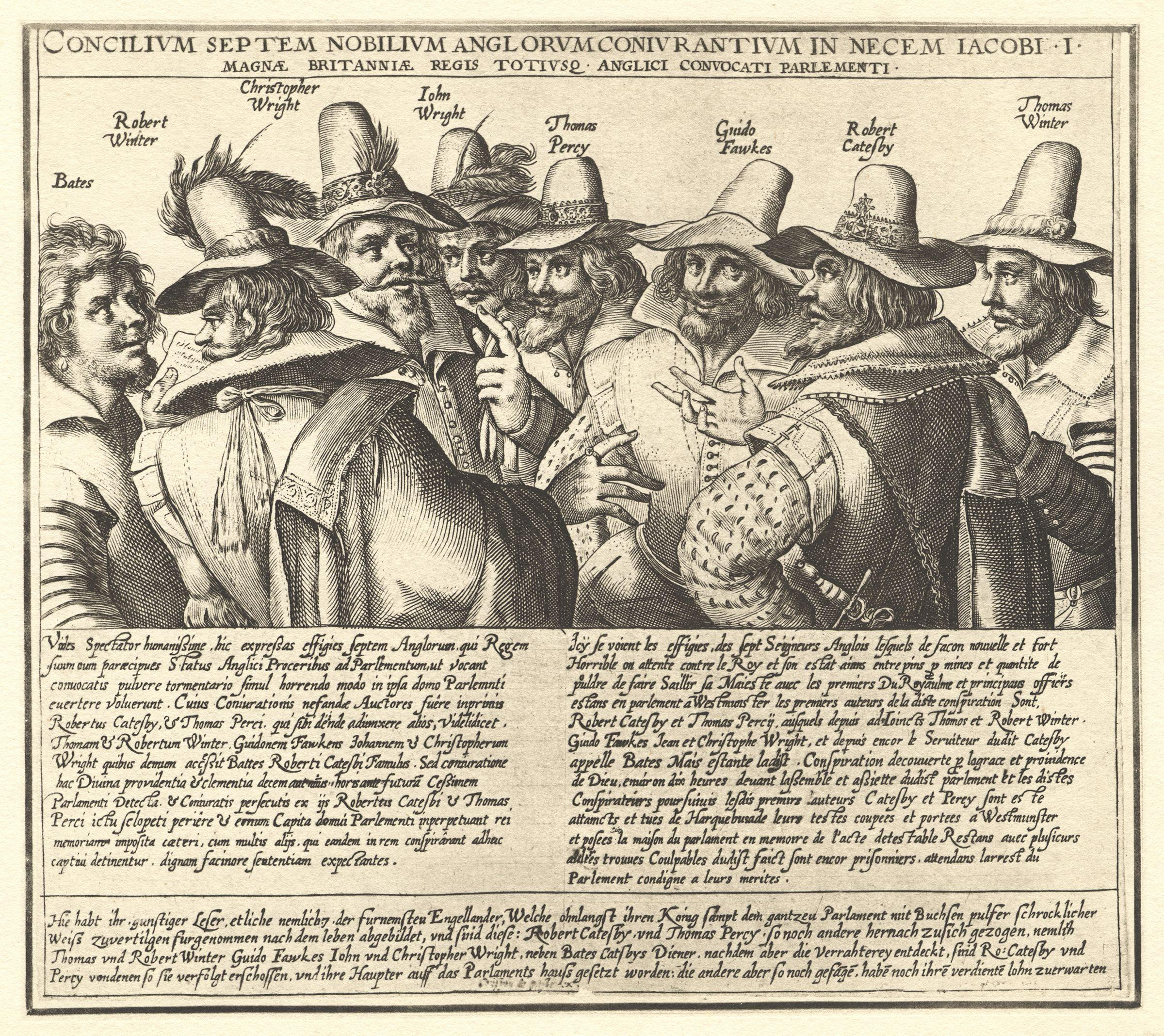
Змовники порохової змови (1605)

У ранній новий період Британії спостерігалися релігійні конфлікти внаслідок Реформації та зречення, яке виникло на противагу їй. Порохова змова була невдалою спробою групи англійських католиків убити короля-протестанта Якова I та підірвати Вестмінстерський палац, резиденцію англійського уряду. Хоча сучасне поняття релігійного тероризму чи взагалі тероризму ще не було вжито в сімнадцятому столітті, Девід С. Рапопорт і Ліндсі Клаттербак зазначають, що змова з використанням вибухівки була раннім попередником дев’ятнадцятого століття, століття анархістського тероризму. Сью Махан і Памала Л. Грісет кваліфікують змову як акт релігійного тероризму, написавши, що «Фоукс і його колеги виправдовували свої дії з точки зору релігії». Пітер Штайнфельс також характеризує цю змову як помітний випадок релігійного тероризму.

### Погроми
Рухи Румунії під впливом східно-православних християн, такі як Залізна гвардія та Ліга християнської оборони, які Яд Вашем і Стенлі Г. Пейн характеризували як антисемітські та фашистські відповідно, брали участь у Бухарестському погромі та скоїли численні політично мотивовані вбивства в 1930-х роках.

### Ку-клукс-клан
Після громадянської війни в США 1861–1865 років колишні солдати Конфедерації заснували організацію Ку-клукс-клан (KKK). Спочатку Ку-клукс-клан був соціальним клубом, але через рік після заснування його захопили елементи «нічного вершника». Тоді вони почали вчиняти акти насильства, які включали підпали, побиття, знищення майна, самосуди, вбивства, зґвалтування, обмазування дьогтем і оперенням, побиття батогом і залякування виборців. Клан став мішенню для щойно звільнених рабів, розбійників, лихів та окупаційної армії Союзу. Ця ітерація клану зникла до 1870-х років, але в 1915 році нова ітерація клану на чолі з протестантами була сформована в Джорджії в період, коли расизм, ксенофобія, націоналізм і антикатолицизм були широко поширеними. Ця версія Клану значно розширила своє географічне охоплення та перелік цілей порівняно з оригінальним Кланом.
Запекло антикатолицький, Клан 1915 року підтримував відверто протестантську християнську терористичну ідеологію, частково ґрунтуючи свої переконання на «релігійній основі» протестантського християнства та націлюючись на євреїв, католиків та інші соціальні, етнічні та релігійні меншини, а також людей, які брали участь у «аморальних» практиках, таких як перелюбники, погані боржники, азартні гравці та зловживають алкоголем. З самого початку цілі ККК включали намір «відновити протестантські християнські цінності в Америці будь-якими можливими засобами», і вона вважала, що «Ісус був першим членом клану». Хоча члени KKK клянуться підтримувати християнську мораль, практично кожна християнська деномінація офіційно засудила KKK.
Починаючи з 1915 року члени клану «другої ери» ініціювали спалення хрестів (адаптація сцен у фільмі 1915 року «Народження нації» ) не лише для залякування цілей, але й для демонстрації своєї поваги та благоговіння перед Ісусом Христом. Ритуал запалювання хрестів був просякнутий християнською символікою, зокрема молитвою та співом гімну. Сучасні кланові організації залишаються пов'язаними з актами внутрішнього тероризму в Сполучених Штатах.

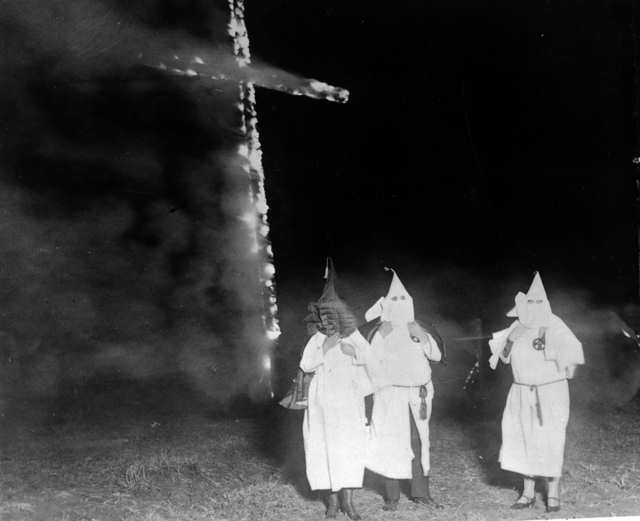
Члени Ку-клукс-клану спалюють хрест у Колорадо, 1921 рік.

### Початок сучасного тероризму
Марк Юргенсмайер, колишній президент Американської академії релігії, стверджував, що після холодної війни відбулося глобальне зростання релігійного націоналізму через постколоніальний крах довіри до західних моделей націоналізму та зростання глобалізації. Юргенсмайер класифікує сучасних християнських терористів як частину «релігійних активістів від Алжиру до Айдахо, які зненавиділи світські уряди з майже трансцендентною пристрастю та мріють про революційні зміни, які встановлять благочестивий соціальний порядок серед уламків того, що громадяни більшість світських суспільств вважають сучасними егалітарними демократіями».
За словами експерта з питань тероризму Девіда С. Рапопорта, «релігійна хвиля», або цикл, тероризму датується приблизно 1979 роком до сьогодні. За словами Рапопорта, ця хвиля найбільш помітно представляє ісламський тероризм, але вона також включає тероризм християн та інших релігійних груп, які, можливо, зазнали впливу ісламського тероризму.

## Причини
Численні особи та групи мотивували свої терористичні акти своїм християнством або християнськими переконаннями. Це може означати, що вони бачать християнство як свою ідентичність і головну причину свого існування, частково на відміну від ідентичностей та існування інших груп, які вони вважають загрозливими та нехристиянськими. Терористи також можуть посилатися на своє тлумачення Біблії чи християнських вірувань як на свою мотивацію. Усі типи тероризму мають складний взаємозв’язок із психологією та психічним здоров’ям, проте лише меншість терористів має діагностичні захворювання. Християнство також можна нещиро стверджувати як мотив надихнути послідовників або заручитися політичною прихильністю чи захистом. Усі ці мотивації не є незалежними і часто складно переплетені.

### Християнство як ідентичність
Релігія часто тісно пов'язана з етнічною приналежністю, економічним становищем і самооцінкою. Якщо група християн відчуває загрозу, релігія є перевіреним, культурно важливим ярликом, який можна використовувати для створення менталітету «вони-ми». Це особливо стосується тих випадків, коли обидві групи належать до схожої культурної групи, наприклад , розпад Югославії та Господня армія опору в Уганді. У ситуаціях, коли протилежні етнічні групи більш різноманітні, різні кольори шкіри та/або культурні практики іноді використовуються як ідентифікатори іншого. У цих випадках терористи можуть називати себе християнами, але вони можуть не керуватися якоюсь конкретною інтерпретацією християнських вірувань. У таких випадках християнство є ярликом, який відображає культурні, а не безпосередньо ідеологічні впливи.
Цю культурну християнську ідентичність часто підкріплюють у свідомості терористів ЗМІ та урядові джерела, які паплюжать іншу групу або посилюють її загрозу. Ця політизація етно-релігійної напруженості є ключовим фактором насильства в Центральноафриканській Республіці. Об’єктами такого виду терористичної мотивації є інші релігії чи конфесії, але вони також можуть включати тих, хто, на думку злочинця, загрожує йому чи їй у будь-який спосіб, наприклад ЛГБТ або члени будь-якої групи, яка не відповідає позиціям злочинця. погляд на те, ким вони є.
Коли протилежна група також християнська, але належить до іншої конфесії, її часто засуджують як нехристиянську або антихристиянську. Наприклад, лідер помаранчевих волонтерів, які називали себе протестантськими фундаменталістами, захищали свої напади на католицькі церкви на тій підставі, що вони є «бастіонами антихриста».

### Інтерпретації християнської моралі
Зловмисники часто цитували свої дуже індивідуальні форми християнства як виправдання та мотивацію для своїх дій. Як правило, як і під час нападів на клініки для проведення абортів, а також у випадку нападів на ЛГБТ-людей, злочинці використовують тонкий негатив
12 грудня 2022 року у Віамбіллі, Австралія, сталася християнська терористична атака, яка призвела до загибелі шести людей. Мотивацією терористів поліція назвала преміленіалізм.